# Kōzō Masuda
Pour les articles homonymes, voir Masuda (homonymie).
Kōzō Masuda est un joueur de shogi japonais né le 21 mars 1918 à Mirasaka dans la préfecture de Hiroshima et mort le 5 avril 1991.
Il a remporté deux fois le titre de Meijin et est considéré comme le créateur du style moderne du shogi.

## Biographie et carrière
Kōzō Masuda a remporté sept titres de tournois majeurs :
- le titre d'Osho à trois reprises (en 1951 contre le Meijin Yoshio Kimura, puis en 1955 et 1956 contre Yasuharu Oyama) ;
- le titre de Meijin deux fois de suite : en 1956 et 1957 contre Yasuharu Oyama ;
- le tournoi des 9e dan (Kudansen, ancêtre des tournois Judansen et Ryuo) en 1956 et 1957 ;
- la Coupe NHK en 1950, 1957 et 1963.

Il a été classé 9e dan à partir de 1959.

## Prix Kōzō Masuda
Selon Yoshiharu Habu, Masuda était en avance de trente ans sur son époque. Il a développé de nombreux coups nouveaux de shogi pour les stratégies . Le grand prix annuel du shogi pour le développement de nouveaux coups et de nouvelles stratégies, décerné par les professionnels est appelé le Prix Masuda Kozo (Masuda Kōzō Shō).
Le Grand Prix Kōzō Masuda est remis chaque année depuis 1995 à un joueur de shogi. Certaines années, un prix spécial est décerné.

### Parties commentées
- (en) [vidéo] « Oyama - Masuda (Apr. 30th, 1971) (30 avril 1971, finale du Meijin », sur YouTube.
- (en) [vidéo] « Masuda vs Takashima (15 janvier 1951, partie de ligue A) », sur YouTube.